# Pleasantville (schip, 1929)
De Pleasantville was een Noors motorvrachtschip van 4.549 ton. Ze liep van stapel in december 1929 bij Burmeister & Wain´s Maskin & Skibsbyggeri A/S, Kopenhagen, Denemarken. De eigenaar was A.F. Klaveness & Co A/S, Oslo, waar ze haar thuishaven had. Haar reisroute begon vanuit New York op 3 juni 1942 - Kaapstad, Zuid-Afrika, naar Alexandrië, Egypte. Haar lading bestond uit 3.000 ton fosfaat en oorlogsmateriaal, met inbegrip van auto's, legervrachtwagens, vliegtuigen en twee locomotieven als deklading. De Pleasantville had een 47-koppige bemanning aan boord.

## Geschiedenis
Het verlies van de Pleasantville gebeurde omstreeks 03.16 uur op 8 juni 1942, toen de ongeëscorteerde Pleasantville, met kapitein Johan Wildhagen als gezagvoerder, geraakt werd in het voorschip door één torpedo van de U-135 onder bevel van Friedrich-Hermann Praetorius, in de buurt van Bermuda. Het vrachtschip had New York samen met een kustkonvooi verlaten, dat vanaf Chesapeake Bay werd verspreid zodat de Noorse cargo alleen verder moest varen, richting de Atlantische Oceaan.
Kort nadat de bemanning en tien passagiers (ingenieurs van het Amerikaans Leger voor een opdracht in Noord-Afrika) het schip verlaten hadden in drie reddingsboten, werd het schip nog eens getorpedeerd, ter hoogte van de machinekamer door een torpdeotreffer. De Pleasantville zonk snel weg om 03.41 uur op positie 34°12'N en 68°00' W. Kapitein Johan Wildhagen en één bemanningslid werden gedood.
De opgedoken U-boot vroeg de mensen in twee reddingsboten te stappen en er werd hen zelfs hulp aangeboden. De eerste legerofficier van het vrachtschip had de passagiers opdracht gegeven al hun identiteitspapieren en andere belangrijke militaire herkenningspunten, die hen als militairen zouden identificeren, in het water te werpen, vóórdat de U-boot naderde.
Acht bemanningsleden en twee passagiers in één reddingsboot werden opgepikt in de middag van de volgende dag door de Chickasaw City in positie 34°36' N. en 69°55' W. en kwamen met dit schip in een Spaanse haven aan op 18 juni. De 35 overlevenden in de resterende twee reddingsboten werden opgepikt op 11 juni door de Paderewski en kwamen met dit schip aan in Trinidad, het grootste eiland van Trinidad en Tobago.